# Mole Listening Pearls
Mole Listening Pearls ist ein deutsches Plattenlabel mit Sitz in Berlin. Von 1996 bis 2003 gehörte es zunächst zur UCMG aus Neckargemünd und von 2004 bis Oktober 2017 zu Daredo aus Mannheim. im November 2017 wurde das Label von der Firma UCM.ONE (Berlin) übernommen. Der Name Mole stammt aus dem Buch Neuromancer und bezeichnet dort eine Art von Computervirus. Das Label wurde von Haluk Soyoğlu gegründet und veröffentlicht seit 1996 Künstler aus dem Bereich der elektronischen Musik wie Alphawezen, Barbara Lahr, Bassface Sascha, De-Phazz, Lemongrass, moodorama, Märtini Brös und Yonderboi.

## Labelgeschichte
Die ersten Platten waren Compilations. Auf Science Fiction Jazz Vol. 1, zusammengestellt von dem Zürcher DJ Minus 8, waren Künstler wie Nightmares on Wax, LTJ Bukem und Lamb vertreten, auf Breaking the Ice unter anderem Kruder & Dorfmeister und Red Snapper. Ab 1997 wurden auch einzelne Bands unter Vertrag genommen. Erfolgreiche Debütalben waren beispielsweise Detunized Gravity (1997) von De-Phazz und Shallow and Profound (2000) von Yonderboi, von dem mehr als 30.000 Stück verkauft wurden. Das inhaltliche Konzept und die Idee der verschiedenen Compilation-Serien stammen vom Labelgründer Haluk Soyoğlu. Er war auch Entdecker und Namensgeber von De-Phazz. Zusammen mit den Designern Evelyn Gögele und Uli Ambach entwickelte er das zeitlose und prägende Design des Labels. Nach wie vor werden auch Compilations veröffentlicht. Diese dienen zum einen dazu, einen Überblick über das Schaffen der Künstler des Labels zu geben, zum anderen gibt es Reihen mit programmatischem Anspruch für bestimmte Musikstile. So enthält Batacuda, von der zwischen 2000 und 2007 drei Folgen erschienen sind, afro-perkussiv beeinflusste Tracks, während Science Fiction Jazz, mit 12 Folgen von 1996 bis 2011 umfangreichste Reihe des Labels, „elementare Beiträge zur Evolution des NuJazz“ leistet. Bis Mai 2019 erschienen insgesamt 121 Alben von 49 Bands.

## Acts (Auswahl)
- Alphawezen
- Bassface Sascha
- De-Phazz
- Homegrown
- Johannes Huppertz
- Lemongrass
- Märtini Brös
- moodorama
- Moon
- Naomi
- sax o' conga
- Yonderboi